# 光明乳业

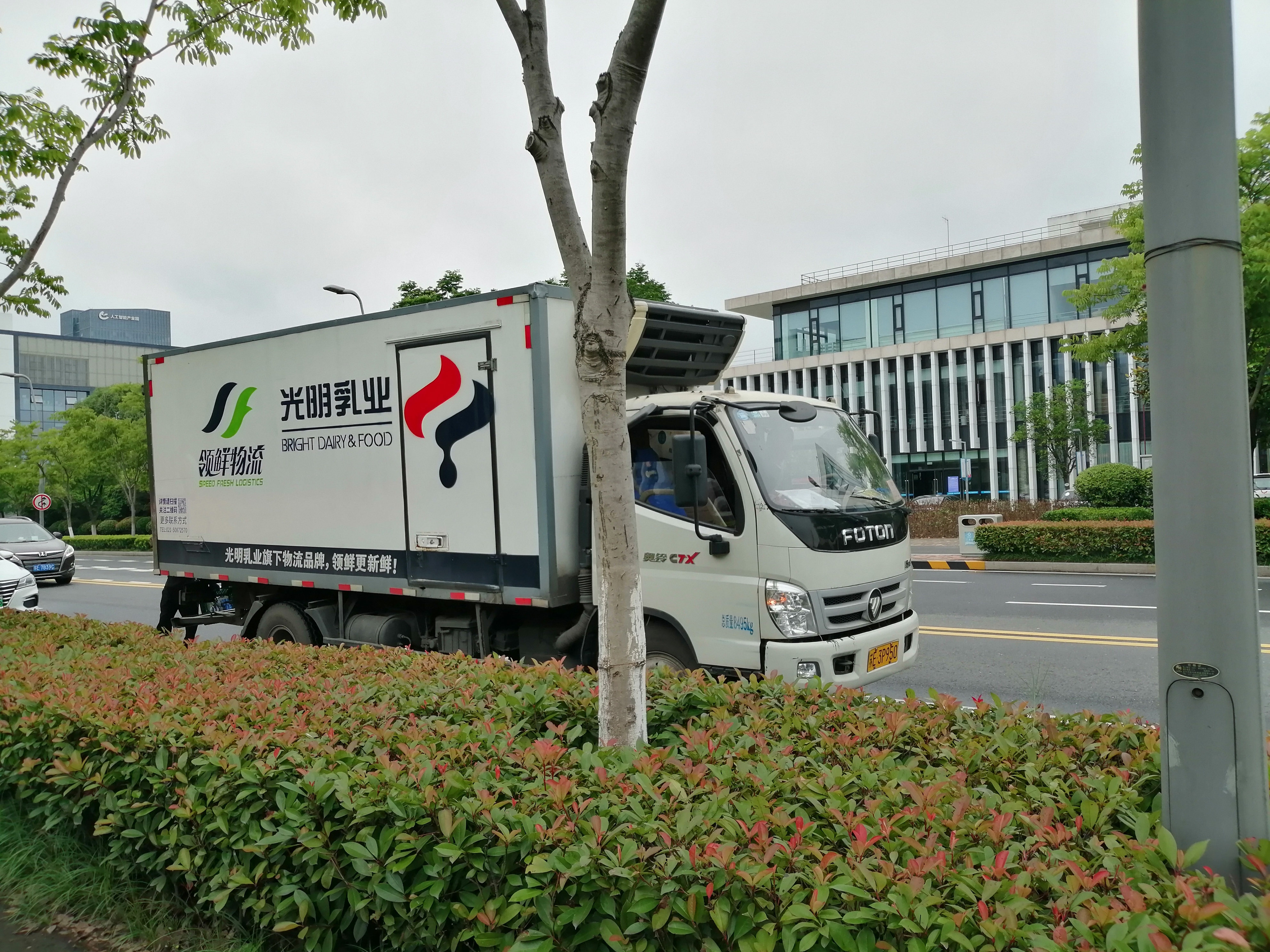
光明乳业冷链物流车

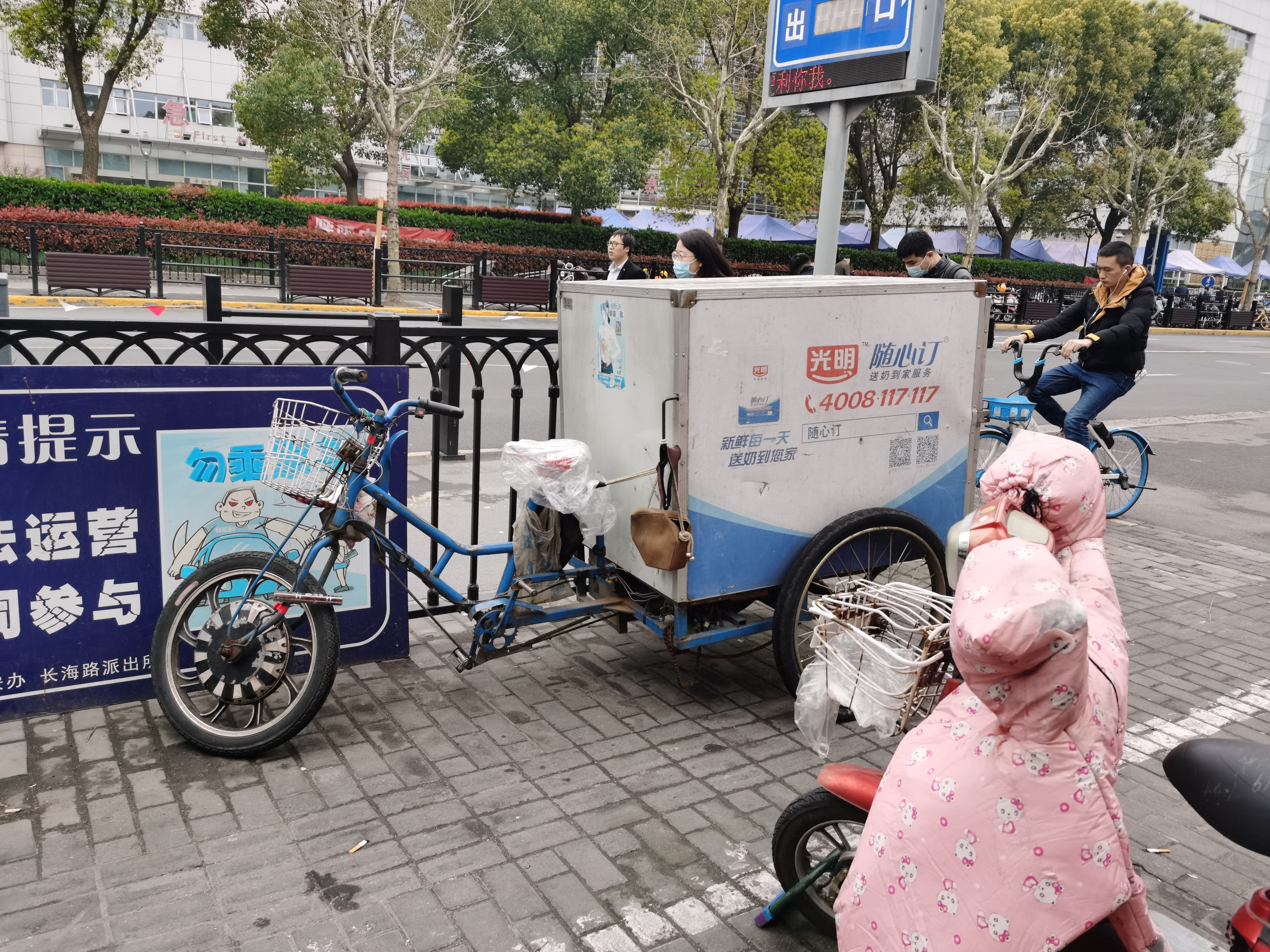
光明随心订配送车

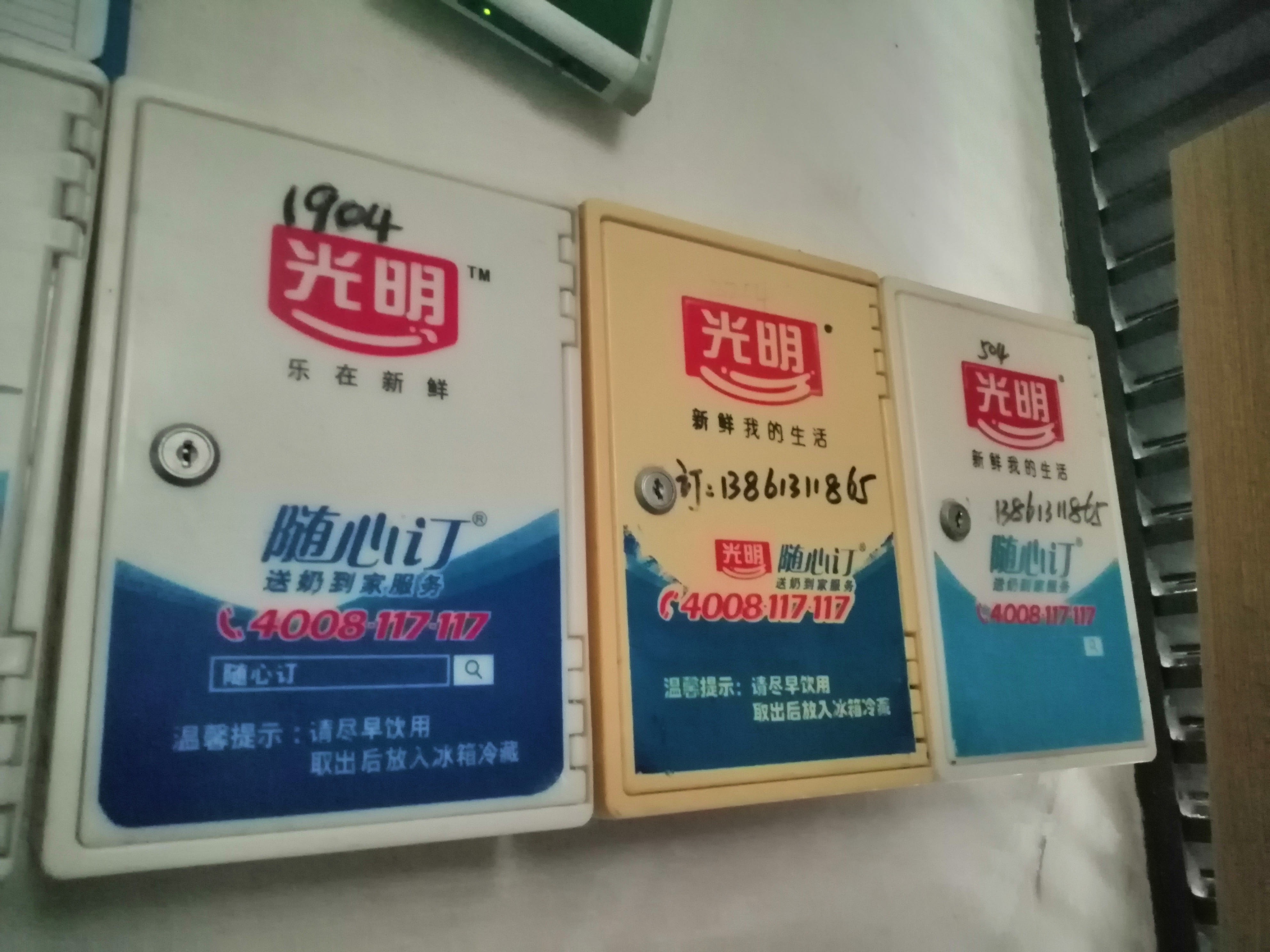
三种不同版本的光明随心订奶箱

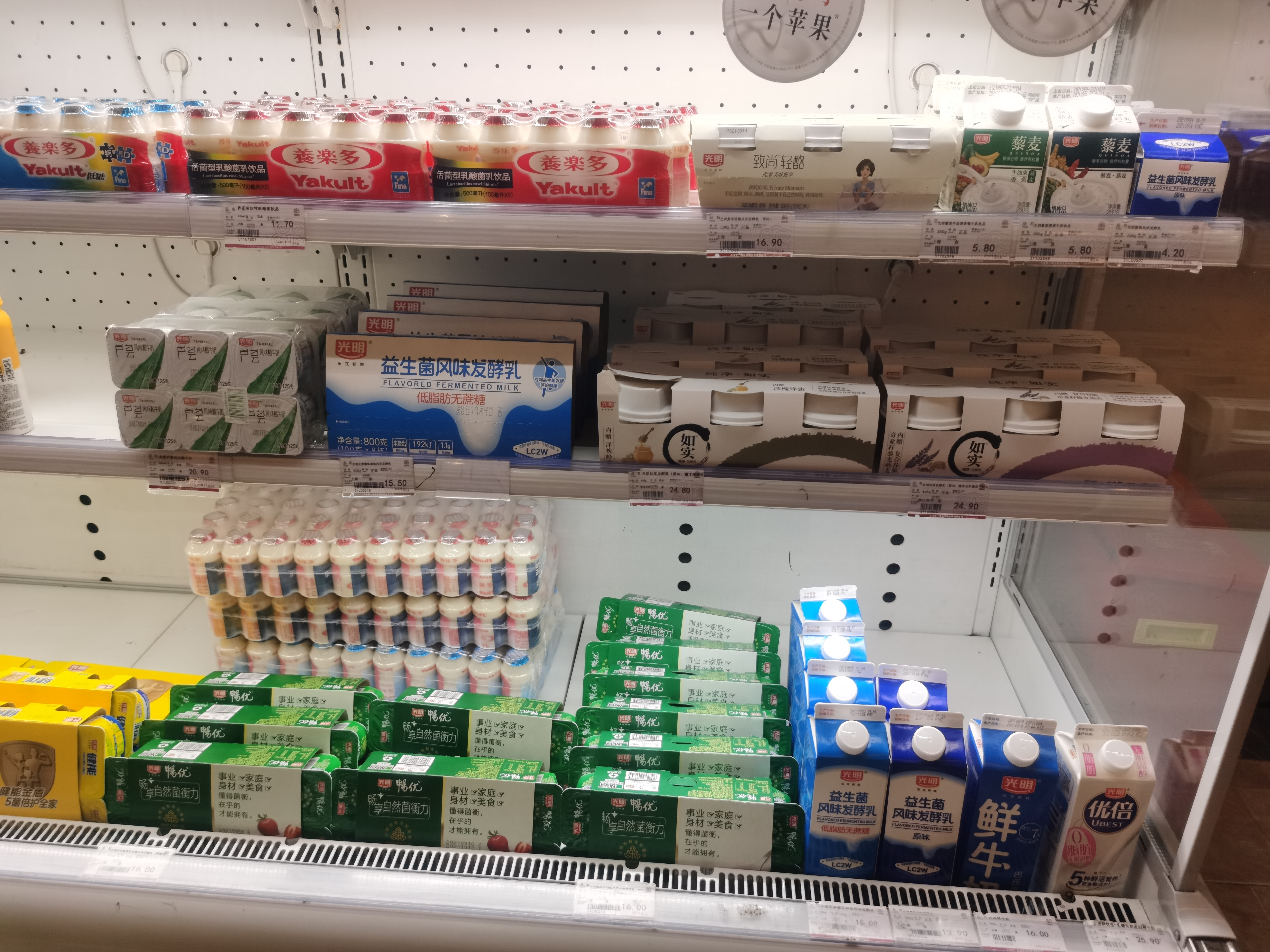
上海一超市陈列的光明乳业各款产品

光明乳业股份有限公司（英語：Bright Dairy & Food Co., Ltd.）是一家总部位于上海市的中国主要乳和乳制品生产企业，隶属于光明食品（集团）有限公司。其前身为可的牛奶公司、1949年成立于上海的益民一厂和后继的上海市牛奶公司。公司是在2000年11月17日由上实食品控股有限公司、上海牛奶(集团)有限公司、上海国有资产经营有限公司和Danone Asia Pte. Ltd.等公司在原光明乳业有限公司基础上整体变更设立的。光明乳业的现营业务包括开发、加工、生产乳和乳制品、冰淇淋、非碳酸饮料、饮用水等，拥有一家海外子公司——新西兰新莱特乳业有限公司以及其它11家主要子公司。
光明乳业曾一度是全国最大的乳制品企业，在2003年之前其销量、收入及市场占有率均居全国第一，目前业绩次于伊利集团、蒙牛集团，为全国第三大乳制品企业。

## 历史

### 可的牛奶公司
19世紀末20世紀初，奶牛從歐洲引入上海。法国人可的（Culeg）在上海以自己的名字創辦可的牛奶公司。1911年，法国人將公司转让给英国人记洛（Keylock），公司名稱不變。1914年，记洛在霞飞路购买50多亩土地建造新的牛奶棚。1925年，該公司获得公共租界工部局第一批A字执照。1930年，可的公司引进挤奶设备。後來可的公司總場成為上海牛奶公司第四牧场，之后又改建为上海市乳品二厂。1992年，乳品二厂迁至吴中路，該地後來成為光明乳业總部。1993年，原乳品二厂所在地開始建造上海图书馆新館。

### 上海益民食品一厂
1949年，上海益民食品一厂成立。1952年，副廠長江澤民提議生产的冷饮取名为光明牌，是为光明一词的来源。上海益民食品一厂开始在盐水棒冰、上海益民食品三厂在奶粉上使用“光明”商标。

### 上海牛奶公司
1956年，在公私合营下，可的牛奶公司、益民食品一厂和“光明”品牌全划归到新成立的上海牛奶公司。由于物资紧缺，从1958年开始的二十年，主要以生产奶粉为主。後來上海牛奶公司改制為上海牛奶集团，並且隶属于光明食品集团。旗下有上海牛奶棚食品有限公司，為一家烘焙連鎖企業，主要提供西點和牛奶等食品。2015年7月22日晚间，上海牛奶集团奶牛养殖业务相关的股权和资产被光明乳業下属子公司荷斯坦牧业收购。

### 光明乳业
改革开放后，1996年，上海牛奶公司与上海实业控股有限公司各出资50%，成立上海光明乳业有限公司。同年旗下的可的便利店成立。2000年，完成股份制改制，更名为上海光明乳业股份有限公司。2002年，光明乳业正式登陆上海证券交易所A股市场，成为“中国乳业第一股”。2003年，更名为光明乳业股份有限公司。
2014年2月12日光明乳業旗下乳業公司荷斯坦牧業引入新加坡私募股權基金RRJ Captial為戰略投資者，整合公司現有全部奶牛場及其他牧場相關業務，以及全部在建和計劃建設的奶牛場。
據雙方商訂的原則性框架協議，RRJ Capital將投入相當於15.25億元人民幣的美元現金，所得資金將用於荷斯坦牧業投資牧場建設、經營牧場及相關業務。引入RRJ Capital後，光明乳業將持有該合資公司55%股權，RRJ Capital持有剩餘股權，荷斯坦牧業將變更為中外合資公司。
2018年，由于乳制品市场激烈的竞争格局，光明常温乳制品销售欠佳，光明乳业第三季度净利润0.59 亿元，同比下降63.75%。8月，董事长张崇建、总经理朱航明辞职。10月29日，董事桑树德与副总经理王伟递交辞呈。从2018年3月至10月底，光明乳业股价已被腰斩，从15元/股跌至7.55元/股，市值约缩水90亿。
2018年12月，光明乳业宣布，将以1.43亿元人民币的价格全资收购上海益民食品一厂的股权。

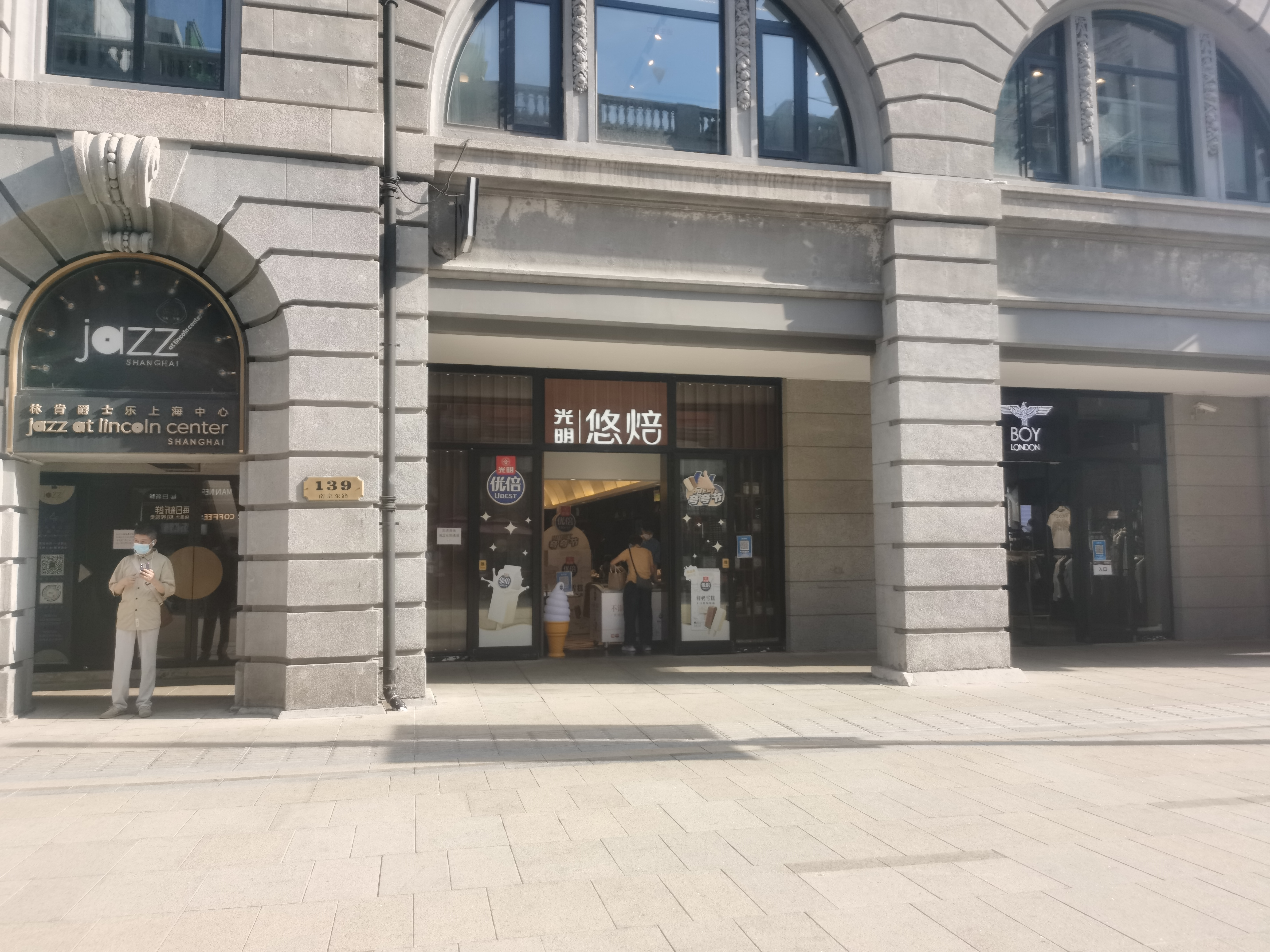
位于南京东路139号的光明悠焙，为光明乳业的子品牌

2019年，光明乳业成立烘焙连锁品牌“光明悠焙”，凭借面包制作过程不添加一滴水，采用窑炉直火烘焙，成为上海烘焙行业网红店。
2021年5月28日，光明乳业获得“2020年度上海市市长质量奖（组织）”荣誉称号，成为该奖项自2008年设立以来首家获奖的食品企业。

## 广州光明与广州达能
2000年，光明乳业准备上市，达能以现金方式购买光明5%的股份，作为交换条件，达能将上海达能保鲜乳制品有限公司、上海达能酸乳酪有限公司，以及广州达能酸乳酪有限公司的股份均以“1元钱”转给光明。并先後多次增持光明股权达到20.01%。
2003年1月16日，光明乳业正式对外宣布，在广州经济开发区投资兴建广州光明乳品有限公司，光明也已经全面完成对广州达能酸乳酪有限公司（广州达能）的收购，光明将握有广州达能100%股权，但生产的酸奶产品仍会沿用达能品牌。分析人士认为，光明在占据了华东大部分市场后，很自然会将目标转向华南市场。收购广州达能，可以利用广州达能在广州乳品市场的地位，及其销售网络，直接进入该市场，省却开拓市场的成本。
2006年8月8日上海市成立“大光明集团”後，达能增持光明受阻。达能提出方案，即光明把酸奶业务交给达能经营，每年给予光明一定利润，但被光明拒绝。
2007年初，达能华南区市场占有率是40%。12月15日前後，达能和光明决定终止“广州达能”商标及技术协议。 12月31日，达能名下最後一个酸奶产品停止在广州工厂生产。广州光明工厂高层指，2006年底达能与蒙牛合作之前，达能与光明的解约方案就已经谈好，包括达能的产品如何分批撤出光明以及相关的赔偿方案。在2007年4月达能品牌“碧悠”转入蒙牛後，达能在光明的50多个产品就分批停止。风靡广州15年的达能牌酸奶就此结束，广州达能原来所以员工全部转入广州光明。光明随後以“畅优”新装酸牛奶和“健能”品牌酸奶填补市场空缺。

## 主要股东
截止至2019年12月：
- 光明食品（集团）有限公司 51.62%
- 中国证券金融股份有限公司 3.28%
- 全国社保基金一零三组合 2.61%

## 產品
低溫鮮牛奶：
- 優倍
- 致優[20]

## 事件
2005年6月，記者揭露郑州光明山盟乳业涉嫌制造劣质纯牛奶。
2016年5月，美食达人公司（85度C）发现在上海易买得超市有限公司老西门店销售的，由光明乳业生产的光明优倍系列鲜牛奶产品外包装上，使用了与其注册商标相同或相似的“85℃”，光明公司在广告宣传中也突出使用了“85℃”的概念。为此美食达人公司以侵害商标权为由诉至法院，请求判令光明公司和易买得公司立即停止侵犯其注册商标专用权的行为。一审法院审理后认定，光明乳业侵害商标权，判决光明乳业立即停止侵犯美食达人公司注册商标专用权的行为，易买得公司立即停止销售侵犯美食达人公司注册商标专用权的商品。光明乳业随后不服，提出上诉。2018年12月14日，上海知识产权法院作出二审判决，驳回美食达人公司的一审全部诉讼请求。事实上，早在2017年，上海市场销售的光明优倍鲜奶已改进生产工艺，巴氏杀菌温度已从85℃降低到75℃。
2020年10月，國家企業信用信息公示系統顯示，光明乳業因發布廣告“損害國家的尊嚴或者利益，洩露國家秘密”，被上海市市場監督管理局作出罰款30萬元人民币，責令停止發布的行政處罰。有网络传言说，光明乳業受罰的原因是最近投放的一則5字廣告「請給我光明」，有網民指這是暗諷中國黑暗，也有網友稱這是準備搞文字獄。其后上海市市場監督管理局發布通報回應稱，光明乳业通過官方網站對外發布含有中國地圖的《2016年-2020年光明乳业股份有限公司战略规划》影片廣告。該廣告經上海市規劃和自然資源局檢定，上述當事人發布廣告中使用的中國地圖，未將中國領土表示準確、完整。公司不久后回应表示，视频系委托上海曦梦文化传媒有限公司进行制作，影片製作方工作疏漏，未將中國領土表示完整、準確，公司已停止發布該影片，且對事實行為認識深刻，積極配合調查，及時整改，並在第一時間進行排查，降低事件影響，上海曦梦也被另案处理。政府部门并未明确光明广告中的“违法地图”的哪一部分没有把中国领土表示准确、完整，一些网民根据两年前上传的广告截图猜测系因为未在中华人民共和国的地图中标出南海及“九段线”，但未获官方确认。